# 米提孜达里亚河

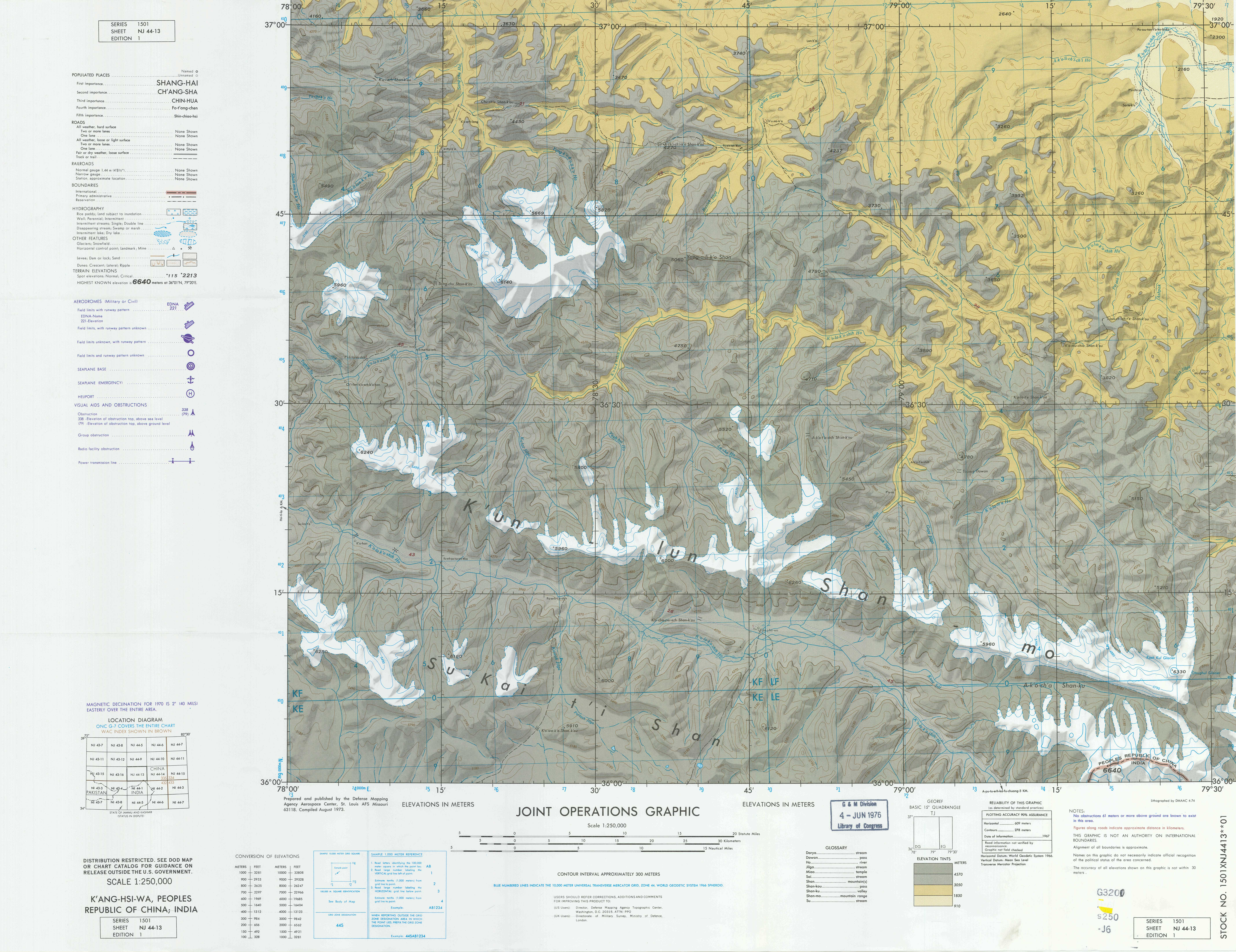
喀拉喀什河上游地区的地圖（DMA, 1973年），米提孜达里亚河（Mitaz Jilga）位于图中右侧。

米提孜达里亚河(Mitaz Jilga, 36°30′00″N 79°30′00″E / 36.50000°N 79.50000°E)，又名鲁直干直代牙河，位于中华人民共和国新疆维吾尔自治区和田县朗如乡境内的一条河流，是喀拉喀什河右岸支流，发源于昆仑山脉的托日艾峨孜塔格山，先是自南向北流，过达米提孜自然村后先向东北流，后逐渐转西北流，于吐鲁干孜（吐鲁干直）附近注入乌鲁瓦提水库库区。河长53.6千米，流域面积563平方千米，年均径流量约0.473亿立方米。流域内崇山峻岭，交通不便，人迹罕至。
2020年和田县人民政府发布的《和田县规模以下河流管理范围划定报告》中，米提孜达里亚河全长71千米，流域面积620平方千米。